# Arise (album Sepultura)
Arise è il quarto album in studio del gruppo musicale brasiliano Sepultura, pubblicato il 25 marzo 1991 dalla Roadrunner Records.

## Descrizione
È stato prodotto da Scott Burns (Death, Cannibal Corpse, Obituary). Al momento della sua uscita, l'album ha ricevuto ottime recensioni da riviste heavy metal come Rock Hard, Kerrang! e Metal Forces. Arise è considerato uno dei capitoli più riusciti del gruppo a parere di numerosi fan. Nonostante la musica di Arise risulti essere per lo più nello stesso stile death/thrash del loro album precedente, Beneath the Remains, sembra emergere nel suono dei Sepultura un aspetto sperimentale. 
L'album presenta le prime incursioni nella musica industriale, hardcore punk e l'utilizzo di percussioni latine.
In un'intervista rilasciata a Revolver nel 2023, l'ex frontman Max Cavalera ha indicato il suo pezzo preferito ai tempi in cui suonava nei Sepultura: "È Arise il mio pezzo preferito, soprattutto il riff principale. Ricordo quando lo scrissi e pensai: 'Questo sì che è figo'. Se non sbaglio l'ispirazione furono i Metallica con Blackened. È lo stesso tipo di idea, ma noi l'abbiamo resa più thrash e più energica. Per me è il prototipo di un brano death-thrash. Ne vado molto fiero".

## Tracce
1. Arise – 3:17
2. Dead Embryonic Cells – 4:52
3. Desperate Cry – 6:40
4. Murder – 3:26
5. Subtraction – 4:46
6. Altered State – 6:34
7. Under Siege (Regnum Irae) – 4:53
8. Meaningless Movements – 4:40
9. Infected Voice – 3:18

### Bonus tracks
1. Orgasmatron – 4:43 – cover dei Motörhead
2. Intro – 1:32
3. C.I.U. (Criminals in Uniform) – 4:17
4. Desperate Cry (Scott Burns Mix) – 6:43

## Singoli

### Arise- pubblicato nel 1991
1. Arise
2. Inner Self (Live)
3. Troops of Doom (Live)

### Dead Embryonic Cells- pubblicato nel 1991
1. Dead Embryonic Cells
2. Orgasmatron (Motörhead)
3. Troops of Doom

### Under Siege (Regnum Irae)- pubblicato nel 1991
1. Under Siege (Regnum Irae)
2. Orgasmatron (Motörhead)
3. Troops of Doom

### Third World Posse- pubblicato nel 1992
1. Dead Embryonic Cells
2. Drug Me
3. Inner Self (Live)
4. Troops of Doom (Live)
5. Orgasmatron (Live) (Motörhead)

## Formazione
- Max Cavalera - voce, chitarra
- Andreas Kisser - chitarra
- Paulo Jr. - basso
- Igor Cavalera - batteria